# Uulantupajärvi
Uulantupajärvi är en sjö i Finland. Den ligger i kommunen Enare i landskapet Lappland, i den norra delen av landet, 1 000 km norr om huvudstaden Helsingfors. Uulantupajärvi ligger 158 meter över havet. Arean är 46,4 hektar och strandlinjen är 6,46 kilometer lång. Sjön  ingår i Pasvik älvs huvudavrinningsområde. 